# Ewing, Nebraska
Ewing är en ort (village) i Holt County i Nebraska. Vid 2010 års folkräkning hade Ewing 387 invånare.